# Nicaraguas flagga
Nicaraguas flagga antogs den 27 augusti 1971, men liknande flaggor har använts av centralamerikanska statsbildningar och revolutionärer sedan första halvan av 1800-talet. Precis som bland annat Honduras och El Salvadors flaggor grundar den sig på den Centralamerikanska federationens flagga med två blåa och ett vitt band som symboliserar landets läge mellan Atlanten och Stilla havet. I mitten av flaggan ligger Nicaraguas statsvapen med en jakobinmössa, fem vulkaner och en regnbåge. Texten kring triangeln lyder Republica de Nicaragua - America Central.